# نسیم بن‌یعقوب ثانی
نسیم بن‌یعقوب ثانی، دارنده مدال برنز روئینگ ایران در بازی‌های آسیایی ۲۰۱۰ است.
او هم‌چنین، نایب‌رئیس هیئت ورزش‌های همگانی استان گیلان است.